# Alpiner Skieuropacup 1998/99
Die Saison 1998/1999 des Alpinen Skieuropacups begann am 5. Dezember 1998 in Špindlerův Mlýn (CZE) und endete am 4. März 1999 in Gällivare (SWE). Bei den Herren wurden 28 Rennen ausgetragen (4 Abfahrten, 4 Super-G, 10 Riesenslaloms, 10 Slaloms), bei den Damen 30 Rennen (7 Abfahrten, 6 Super-G, 8 Riesenslaloms, 9 Slaloms).

## Europacupwertungen

### Gesamtwertung
| Rang | Name                 | Land       | Punkte |
| ---- | -------------------- | ---------- | ------ |
| 1    | Michael Walchhofer   | Österreich | 623    |
| 2    | Christoph Gruber     | Österreich | 558    |
| 3    | Ivan Bormolini       | Italien    | 503    |
| 4    | Ronald Stampfer      | Österreich | 483    |
| 5    | Frédéric Covili      | Frankreich | 432    |
| 6    | Bjarne Solbakken     | Norwegen   | 427    |
| 7    | Patrick Wirth        | Österreich | 420    |
| 8    | Gerhard Königsrainer | Italien    | 403    |
| 9    | Sami Uotila          | Finnland   | 384    |
| 100  | Walter Girardi       | Italien    | 370    |

| Rang | Name                       | Land       | Punkte |
| ---- | -------------------------- | ---------- | ------ |
| 1    | Silvia Berger              | Österreich | 1126   |
| 2    | Eveline Rohregger          | Österreich | 0852   |
| 3    | Tiziana De Martin Tropanin | Italien    | 0507   |
| 4    | Nadia Styger               | Schweiz    | 0447   |
| 5    | Michaela Kofler            | Österreich | 0441   |
| 6    | Doris Götzenbrucker        | Österreich | 0437   |
| 7    | Silke Bachmann             | Italien    | 0434   |
| 8    | Tanja Poutiainen           | Finnland   | 0414   |
| 9    | Selina Heregger            | Österreich | 0390   |
| 100  | Kerstin Reisenhofer        | Österreich | 0386   |

### Abfahrt
| Rang | Name               | Land       | Punkte |
| ---- | ------------------ | ---------- | ------ |
| 1    | Yasuyuki Takishita | Japan      | 200    |
| 2    | Roland Fischnaller | Italien    | 177    |
| 3    | Maurizio Feller    | Italien    | 165    |
| 4    | Kevin Wert         | Kanada     | 150    |
| 5    | Christian Greber   | Österreich | 140    |

| Rang | Name                | Land       | Punkte |
| ---- | ------------------- | ---------- | ------ |
| 1    | Silvia Berger       | Österreich | 560    |
| 2    | Kerstin Reisenhofer | Österreich | 295    |
| 3    | Michaela Kofler     | Österreich | 291    |
| 4    | Nadia Styger        | Schweiz    | 269    |
| 5    | Merete Fjeldavlie   | Norwegen   | 260    |

### Super-G
| Rang | Name             | Land       | Punkte |
| ---- | ---------------- | ---------- | ------ |
| 1    | Patrick Wirth    | Österreich | 300    |
| 2    | Christian Greber | Österreich | 190    |
| 3    | Christoph Gruber | Österreich | 174    |
| 4    | Ivan Bormolini   | Italien    | 143    |
| 5    | Roland Assinger  | Österreich | 116    |

| Rang | Name                | Land       | Punkte |
| ---- | ------------------- | ---------- | ------ |
| 1    | Eveline Rohregger   | Österreich | 295    |
| 2    | Karin Blaser        | Österreich | 240    |
| 3    | Doris Götzenbrucker | Österreich | 228    |
| 4    | Tanja Schneider     | Österreich | 182    |
| 5    | Nadia Styger        | Schweiz    | 178    |

### Riesenslalom
| Rang | Name                 | Land       | Punkte |
| ---- | -------------------- | ---------- | ------ |
| 1    | Gerhard Königsrainer | Italien    | 403    |
| 2    | Sami Uotila          | Finnland   | 384    |
| 3    | Christoph Gruber     | Österreich | 355    |
| 4    | Frédéric Covili      | Frankreich | 349    |
| 5    | Ivan Bormolini       | Italien    | 334    |

| Rang | Name                  | Land       | Punkte |
| ---- | --------------------- | ---------- | ------ |
| 1    | Silvia Berger         | Österreich | 520    |
| 2    | Silke Bachmann        | Italien    | 382    |
| 3    | Eveline Rohregger     | Österreich | 377    |
| 4    | Magdalena Planatscher | Italien    | 316    |
| 5    | Tanja Poutiainen      | Finnland   | 293    |

### Slalom
| Rang | Name               | Land       | Punkte |
| ---- | ------------------ | ---------- | ------ |
| 1    | Michael Walchhofer | Österreich | 423    |
| 2    | Ronald Stampfer    | Österreich | 389    |
| 3    | Kurt Engl          | Österreich | 257    |
| 4    | Florian Seer       | Österreich | 254    |
| 5    | Markus Larsson     | Schweden   | 247    |

| Rang | Name                       | Land       | Punkte |
| ---- | -------------------------- | ---------- | ------ |
| 1    | Stéphanie Clément-Guy      | Frankreich | 282    |
| 2    | Vanessa Vidal              | Frankreich | 261    |
| 3    | Tiziana De Martin Tropanin | Italien    | 247    |
| 4    | Noriyo Hiroi               | Japan      | 211    |
| 5    | Karin Truppe               | Österreich | 203    |

## Podestplatzierungen Herren

### Abfahrt
| Datum      | Ort              | 1. Platz                 | 2. Platz                 | 3. Platz                 |
| ---------- | ---------------- | ------------------------ | ------------------------ | ------------------------ |
| 19.12.1998 | Zauchensee (AUT) | Yasuyuki Takishita (JPN) | Kurt Sulzenbacher (ITA)  | Christian Greber (AUT)   |
| 20.12.1998 | Zauchensee (AUT) | Yasuyuki Takishita (JPN) | Christian Greber (AUT)   | Michael Walchhofer (AUT) |
| 20.01.1999 | Falcade (ITA)    | Kevin Wert (CAN)         | Norbert Holzknecht (AUT) | Patrick Wirth (AUT)      |
| 21.01.1999 | Falcade (ITA)    | Roland Fischnaller (ITA) | Klaus Kröll (AUT)        | Maurizio Feller (ITA)    |

### Super-G
| Datum      | Ort              | 1. Platz             | 2. Platz               | 3. Platz               |
| ---------- | ---------------- | -------------------- | ---------------------- | ---------------------- |
| 15.12.1998 | Obereggen (ITA)  | Patrick Wirth (AUT)  | Christoph Gruber (AUT) | Christian Greber (AUT) |
| 21.12.1998 | Zauchensee (AUT) | Ivan Bormolini (ITA) | Roland Assinger (AUT)  | Cédric Morand (FRA)    |
| 22.12.1998 | Zauchensee (AUT) | Patrick Wirth (AUT)  | Christian Greber (AUT) | Chad Fleischer (USA)   |
| 22.01.1999 | Falcade (ITA)    | Patrick Wirth (AUT)  | Christoph Gruber (AUT) | Bjarne Solbakken (NOR) |

### Riesenslalom
| Datum      | Ort                 | 1. Platz               | 2. Platz                                  | 3. Platz                 |
| ---------- | ------------------- | ---------------------- | ----------------------------------------- | ------------------------ |
| 07.12.1998 | Valloire (FRA)      | Benjamin Raich (AUT)   | Sami Uotila (FIN)                         | Urs Kälin (SUI)          |
| 08.12.1998 | Valloire (FRA)      | Joël Chenal (FRA)      | Christophe Saioni (FRA)                   | Benjamin Raich (AUT)     |
| 07.01.1999 | Kranjska Gora (SLO) | Sami Uotila (FIN)      | Gerhard Königsrainer (ITA)                | Ivan Bormolini (ITA)     |
| 11.01.1999 | Hinterstoder (AUT)  | Christoph Gruber (AUT) | Ivan Bormolini (ITA)                      | Bjarne Solbakken (NOR)   |
| 14.01.1999 | Adelboden (SUI)     | Ivan Bormolini (ITA)   | Dane Spencer (USA)                        | Christoph Gruber (AUT)   |
| 06.02.1999 | Zwiesel (GER)       | Romuald Licinio (FRA)  | Gerhard Königsrainer (ITA)                | Florian Seer (AUT)       |
| 12.02.1999 | Sella Nevea (ITA)   | Frédéric Covili (FRA)  | Christoph Gruber (AUT)                    | Heinz Schilchegger (AUT) |
| 15.02.1999 | Ravascletto (ITA)   | Arnold Rieder (ITA)    | Nicolas Zoll (FRA) Bjarne Solbakken (NOR) |                          |
| 03.03.1999 | Gällivare (SWE)     | Walter Girardi (ITA)   | Raphaël Burtin (FRA)                      | Rainer Schönfelder (AUT) |
| 04.03.1999 | Gällivare (SWE)     | Sami Uotila (FIN)      | Christoph Gruber (AUT)                    | Walter Girardi (ITA)     |

### Slalom
| Datum      | Ort                         | 1. Platz                 | 2. Platz                           | 3. Platz                 |
| ---------- | --------------------------- | ------------------------ | ---------------------------------- | ------------------------ |
| 14.12.1998 | Welschnofen-Karerpass (ITA) | Michael Walchhofer (AUT) | Jérôme Baptendier (FRA)            | Urs Imboden (SUI)        |
| 16.12.1998 | Obereggen (ITA)             | Fabrizio Tescari (ITA)   | Ronald Stampfer (AUT)              | Drago Grubelnik (SLO)    |
| 08.01.1999 | Kranjska Gora (SLO)         | Michael Walchhofer (AUT) | Urs Imboden (SUI)                  | Gaku Hirasawa (JPN)      |
| 10.01.1999 | Hinterstoder (AUT)          | Mika Marila (FIN)        | Kilian Albrecht (AUT)              | Michael Walchhofer (AUT) |
| 15.01.1999 | Adelboden (SUI)             | Drago Grubelnik (SLO)    | Gaku Hirasawa (JPN)                | Mario Reiter (AUT)       |
| 11.02.1999 | Tarvisio (ITA)              | Ronald Stampfer (AUT)    | Johan Brolenius (SWE)              | Heinz Schilchegger (AUT) |
| 13.02.1999 | Sella Nevea (ITA)           | Sergio Bergamelli (ITA)  | Richard Gravier (FRA)              | Jérôme Baptendier (FRA)  |
| 16.02.1999 | Ravascletto (ITA)           | Åne Sæter (NOR)          | Pierre Violon (FRA)                | Sergio Bergamelli (ITA)  |
| 28.02.1999 | Kiruna (SWE)                | Michael Walchhofer (AUT) | Éric Rolland (Skirennläufer) (FRA) | Florian Seer (AUT)       |
| 01.03.1999 | Kiruna (SWE)                | Kurt Engl (AUT)          | Éric Rolland (Skirennläufer) (FRA) | Markus Larsson (SWE)     |

## Podestplatzierungen Damen

### Abfahrt
| Datum      | Ort              | 1. Platz                  | 2. Platz                  | 3. Platz                  |
| ---------- | ---------------- | ------------------------- | ------------------------- | ------------------------- |
| 18.12.1998 | Megève (FRA)     | Michaela Kofler (AUT)     | Merete Fjeldavlie (NOR)   | Silvia Berger (AUT)       |
| 05.01.1999 | Megève (FRA)     | Merete Fjeldavlie (NOR)   | Silvia Berger (AUT)       | Kerstin Reisenhofer (AUT) |
| 06.01.1999 | Megève (FRA)     | Karin Blaser (AUT)        | Merete Fjeldavlie (NOR)   | Martina Lechner (AUT)     |
| 13.01.1999 | Veysonnaz (FRA)  | Silvia Berger (AUT)       | Doris Götzenbrucker (AUT) | Michaela Kofler (AUT)     |
| 14.01.1999 | Veysonnaz (FRA)  | Silvia Berger (AUT)       | Jeanette Collenberg (SUI) | Nadia Styger (SUI)        |
| 26.01.1999 | Zauchensee (AUT) | Kerstin Reisenhofer (AUT) | Silvia Berger (AUT)       | Sibylle Murer (SUI)       |
| 27.01.1999 | Zauchensee (AUT) | Silvia Berger (AUT)       | Veronika Thanner (AUT)    | Marlies Schild (AUT)      |

### Super-G
| Datum      | Ort              | 1. Platz                                     | 2. Platz                        | 3. Platz                |
| ---------- | ---------------- | -------------------------------------------- | ------------------------------- | ----------------------- |
| 16.12.1998 | Megève (FRA)     | Karen Putzer (ITA)                           | Christiane Mitterwallner (AUT)  | Tanja Schneider (AUT)   |
| 07.01.1999 | Megève (FRA)     | Karin Blaser (AUT)                           | Eveline Rohregger (AUT)         | Pia Käyhkö (FIN)        |
| 08.01.1999 | Megève (FRA)     | Doris Götzenbrucker (AUT)                    | Karin Blaser (AUT)              | Eveline Rohregger (AUT) |
| 15.01.1999 | Veysonnaz (FRA)  | Delphine Rayne (FRA) Eveline Rohregger (AUT) |                                 | Veronika Thanner (AUT)  |
| 28.01.1999 | Zauchensee (AUT) | Nadia Styger (SUI)                           | Carolina Waidhofer-Dummer (AUT) | Marlies Schild (AUT)    |
| 13.02.1999 | St. Moritz (SUI) | Tanja Schneider (AUT)                        | Alessandra Merlin (ITA)         | Karin Blaser (AUT)      |

### Riesenslalom
| Datum      | Ort                 | 1. Platz                    | 2. Platz                         | 3. Platz               |
| ---------- | ------------------- | --------------------------- | -------------------------------- | ---------------------- |
| 10.12.1998 | St. Sebastian (AUT) | Eveline Rohregger (AUT)     | Tiziana De Martin Tropanin (ITA) | Silke Bachmann (ITA)   |
| 14.12.1998 | Bardonecchia (ITA)  | Eveline Rohregger (AUT)     | Silvia Berger (AUT)              | Karen Putzer (ITA)     |
| 15.12.1998 | Bardonecchia (ITA)  | Silvia Berger (AUT)         | Nicole Gius (ITA)                | Allison Forsyth (CAN)  |
| 18.01.1999 | Lachtal (AUT)       | Tanja Poutiainen (FIN)      | Silvia Berger (AUT)              | Anna Ottosson (SWE)    |
| 21.01.1999 | Rogla (SLO)         | Špela Pretnar (SLO)         | Silvia Berger (AUT)              | Tanja Poutiainen (FIN) |
| 12.02.1999 | St. Moritz (SUI)    | Magdalena Planatscher (ITA) | Tiziana De Martin Tropanin (ITA) | Tanja Schneider (AUT)  |
| 03.03.1999 | Gällivare (SWE)     | Silke Bachmann (ITA)        | Tanja Poutiainen (FIN)           | Allison Forsyth (CAN)  |
| 04.03.1999 | Gällivare (SWE)     | Magdalena Planatscher (ITA) | Silvia Berger (AUT)              | Anna Ottosson (SWE)    |

### Slalom
| Datum      | Ort                   | 1. Platz                         | 2. Platz              | 3. Platz                |
| ---------- | --------------------- | -------------------------------- | --------------------- | ----------------------- |
| 05.12.1998 | Špindlerův Mlýn (CZE) | Kazuko Ikeda (JPN)               | Janette Hargin (SWE)  | Eveline Rohregger (AUT) |
| 06.12.1998 | Špindlerův Mlýn (CZE) | Tiziana De Martin Tropanin (ITA) | Nicole Gius (ITA)     | Eveline Rohregger (AUT) |
| 11.12.1998 | St. Sebastian (AUT)   | Ingrid Salvenmoser (AUT)         | Lara Magoni (ITA)     | Petra Olamo (FIN)       |
| 19.01.1999 | Lachtal (AUT)         | Sabine Egger (AUT)               | Monika Bergmann (GER) | Riitta Pitkanen (FIN)   |
| 22.01.1999 | Rogla (SLO)           | Ingrid Salvenmoser (AUT)         | Sabine Egger (AUT)    | Petra Olamo (FIN)       |
| 08.02.1999 | Abetone (ITA)         | Stéphanie Clément-Guy (FRA)      | Vanessa Vidal (FRA)   | Karin Truppe (AUT)      |
| 09.02.1999 | Abetone (ITA)         | Stéphanie Clément-Guy (FRA)      | Karin Truppe (AUT)    | Noriyo Hiroi (JPN)      |
| 28.02.1999 | Kiruna (SWE)          | Trine Bakke (NOR)                | Christel Pascal (FRA) | Vanessa Vidal (FRA)     |
| 01.03.1999 | Kiruna (SWE)          | Vicky Grau (AND)                 | Bente Giljarhus (NOR) | Vanessa Vidal (FRA)     |